# 아키모토 히사토모
아키모토 히사토모(일본어: 秋元久朝, 1792년 4월 14일 ~ 1847년 11월 26일)는 일본 에도 시대의 다이묘로, 야마가타번의 3대 번주이다. 통칭은 신자부로(臣三郎)이다.
간세이 4년(1792년) 윤2월 23일, 야마가타 번의 2대 번주 아키모토 쓰네토모의 다섯째 아들로 태어났다. 형인 노부토모, 지카토모 등이 일찍 사망했기 때문에, 가문의 후계자가 되었고 분카 4년(1807년) 종5위하, 사에몬노스케(左衛門佐)에 서임되었다. 분카 7년(1810년), 아버지가 사망함에 따라 번주직을 계승하였다. 분세이 6년(1823년), 다지마노카미에 임명되었다. 덴포 10년(1839년) 4월 13일, 양자인 아키모토 유키토모에게 가문을 상속케 하고 은거하여, 와카사노카미로 전임하였다. 고카 3년(1846년)에는 다이젠노스케(大膳亮)가 되었고, 머리를 깎고 호를 휴옹(休翁)이라 하였다. 고카 4년(1847년) 10월 19일에 56세의 나이로 사망하였다.
| 전임 아키모토 쓰네토모 | 제3대 야마가타번 번주 (아키모토 가문) 1810년 ~ 1839년 | 후임 아키모토 유키토모 |